# 6615 Plutarchos
Plutarchos (asteróide 6615) é um asteróide da cintura principal, a 1,8940975 UA. Possui uma excentricidade de 0,1269314 e um período orbital de 1 167,13 dias (3,2 anos).
Plutarchos tem uma velocidade orbital média de 20,22161123 km/s e uma inclinação de 1,79579º.
Este asteróide foi descoberto em 17 de Outubro de 1960 por Cornelis van Houten, Ingrid van Houten-Groeneveld, Tom Gehrels.